# Vinod Vaikuntanathan
Vinod Vaikuntanathan ist ein indischer Kryptologe, Informatiker und Hochschullehrer am Massachusetts Institute of Technology (MIT).
Vaikuntanathan studierte ab 1999 Informatik (und Physik) am Indian Institute of Technology in Madras mit dem Bachelor-Abschluss 2003. Danach studierte er am MIT mit dem Master-Abschluss bei Shafi Goldwasser 2005 (Distributed computing with imperfect randomness) und der Promotion bei Goldwasser 2009 (Randomized algorithms for reliable broadcast). Für die Dissertation erhielt er den George M. Sprowls Preis. Als Post-Doktorand war er bei IBM Research in Hawthorne (New York) mit einer IBM Joseph Raviv Postdoctoral Fellowship und 2010/11 bei Microsoft Research in Redmond. Von 2011 bis 2014 war er Assistant Professor für Informatik an der University of Toronto.  2013 wurde er Assistant Professor, 2015 Associate Professor (ab 2018 mit tenure) und 2021 Professor am MIT (EECS).
Vaikuntanathan entwickelte mit Zvika Brakerski und Craig Gentry vollständig Homomorphe Verschlüsselungssysteme, die auf Gittern basieren und Teil der Post-Quanten-Kryptographie sind und bei Cloud Computing Verwendung finden. Das Brakerski-Gentry-Vakuntanathan (BGV) Verfahren steht als Open Source zur Verfügung steht (HeLib).
Er ist einer der Gründer (2017) und leitender Kryptograph bei Duality Technologies in Cambridge (Massachusetts).
2013 war er Sloan Research Fellow. 2014 erhielt er einen Career Award der National Science Foundation und eine Microsoft Faculty Fellowship und 2018 einen Harold E. Edgerton Faculty Award am MIT und DARPA Young Faculty Award. 2020 war er Chancellor’s Visiting Professor in Berkeley. 2022 erhielt er den Gödel-Preis mit Brakerski für Efficient Fully Homomorphic Encryption from (Standard) LWE (IEEE Foundation of Computer Science (FOCS) 2011, die Arbeit erhielt auch 2021 einen FOCS Test of Time Award) und für (Leveled) fully homomorphic encryption without bootstrapping mit Brakerski und Gentry (Innovations in Theoretical Computer Science Conference (ITCS) 2012).

## Schriften (Auswahl)
- mit S. Goldwasser, M Sudan: Distributed computing with imperfect randomness, International Conference on Distributed Computing (DISC) 2005
- mit Susan Hohenberger, Guy Rothblum, Abhi Shelat: Securely Obfuscating Re-Encryption, Theory of Cryptography Conference (TCC) 2007.
- mit Craig Gentry, Chris Peikert: Trapdoors for Hard Lattices and New Cryptographic Constructions, ACM Symposium on the Theory of Computing (STOC) 2008.
- mit Marten van Dijk, Craig Gentry, Shai Halevi: Fully Homomorphic Encryption from the Integers, Eurocrypt 2010.
- mit Z. Brakerski: Efficient Fully Homomorphic Encryption from (Standard) LWE, 52th IEEE Annual Symposium Foundation of Computer Science (FOCS) 2011, S. 97–106
- mit Z. Brakerski, C. Gentry: (Leveled) fully homomorphic encryption without bootstrapping, 4th Innovations in Theoretical Computer Science Conference (ITCS) 2012, S. 309–325